# Carlos Pimenta (ator)
Carlos Manuel Pimenta com o nome artístico Carlos Pimenta (Lisboa, 1958) é um actor, encenador e professor universitário português.

## Biografia
Nasceu na cidade de Lisboa, em 1958. Concluiu um doutoramento em Ciências da Comunicação pela Escola de Comunicação, Arquitectura, Artes e Tecnologias da Informação, parte da Universidade Lusófona. Frequentou igualmente o Curso de Gestão das Artes no Instituto Nacional de Administração, e o curso de fotografia no Centro de Arte e Comunicação Visual, em Lisboa. Estudou também na Ópera de Paris, como bolseiro do governo francês, e na Universidade Columbia, nos Estados Unidos da América.
Trabalha como actor, tendo feito parte da companhia do Teatro Nacional D. Maria II entre 1979 e 2001. Entre as peças em que participou, encontra-se a Aos crocodilos mete-se-lhes um pau na boca, de Enzo Cormann, em 1990.
Exerceu igualmente como encenador, tendo sido responsável por mais de trinta espectáculos, nos campos do bailado, ópera e teatro, em vários teatros do país. Entre as suas peças de teatro para o Teatro Nacional D. Maria II incluem-se a Estudo para Ricardo III / Um Ensaio sobre o Poder, de 2004, baseado numa obra de William Shakespeare, e Senso, de 2005, que foi criada em conjunto com Luciana Fina e Mónica Calle,
Trabalha também como professor universitário, na Escola de Comunicação, Arquitectura, Artes e Tecnologias da Informação da Universidade Lusófona, sendo responsável por cursos em Lisboa e no Porto. Destacou-se também como investigador no domínio das artes, principalmente na sua ligação com a cultura e a tecnologia. Foi um dos fundadores e primeiro presidente da associação de Gestão dos Direitos dos Artistas. Entre 1997 e 2001 esteve à frente do Departamento Teatral do Ministério da Cultura, e de 2002 a 2008 trabalhou no Instituto Camões como consultor sobre a internacionalização das artes. Representou o país na União Europeia, nos campos das residências artísticas e de colaboração cultural.
Em 2004 foi condecorado com o grau de Cavaleiro da Ordem francesa das Artes e das Letras.

## Obras publicadas
- Teatro e Tecnologia: Criação, produção, receção – Do deus ex machina ao teatro virtual (2022)